# Bauhinia longistipes
Bauhinia longistipes är en ärtväxtart som beskrevs av T. Chen. Bauhinia longistipes ingår i släktet Bauhinia och familjen ärtväxter. Inga underarter finns listade i Catalogue of Life.